# Алі Сото
Алі Сото Масіас (ісп. Alí Soto Macías; нар. 20 серпня 1993, Ермосійо, штат Сонора) — мексиканський борець греко-римського стилю, срібний та бронзовий призер Панамериканських чемпіонатів, срібний призер Панамериканських ігор, бронзовий призер Центральноамериканського і Карибського чемпіонату, дворазовий бронзовий призер Центральноамериканських і Карибських ігор.

## Життєпис
Боротьбою почав займатися з 2005 року. У 2009 році став Панамериканським чемпіоном серед кадетів. У 2011 та 2012 роках такого ж успіху досягнув на Панамериканському чемпіонаті серед юніорів. 2012 року також став бронзовим призером чемпіонату світу серед юніорів. Причому в боротьбі за бронзову нагороду здолав українця Василя Симоненка.
Виступав за спортивний клуб «Сонора» Ермосійо. Тренер — Мануель Рубіо Рамірес (з 2005).

## Спортивні результати на міжнародних змаганнях

### Виступи на Чемпіонатах світу
| Змагання                        | Збірна  | Вагова категорія                 | Місце |
| ------------------------------- | ------- | -------------------------------- | ----- |
| Чемпіонат світу з боротьби 2015 | Мексика | греко-римська боротьба, до 59 кг | 27    |

### Виступи на Панамериканських чемпіонатах
| Змагання                                   | Збірна  | Вагова категорія                 | Місце  |
| ------------------------------------------ | ------- | -------------------------------- | ------ |
| Панамериканський чемпіонат з боротьби 2012 | Мексика | греко-римська боротьба, до 55 кг | 5      |
| Панамериканський чемпіонат з боротьби 2013 | Мексика | греко-римська боротьба, до 55 кг | Бронза |
| Панамериканський чемпіонат з боротьби 2015 | Мексика | греко-римська боротьба, до 59 кг | 5      |
| Панамериканський чемпіонат з боротьби 2016 | Мексика | греко-римська боротьба, до 59 кг | Срібло |

### Виступи на Панамериканських іграх
| Змагання                  | Збірна  | Вагова категорія                 | Місце  |
| ------------------------- | ------- | -------------------------------- | ------ |
| Панамериканські ігри 2015 | Мексика | греко-римська боротьба, до 59 кг | Срібло |

### Виступи на Центральноамериканських і Карибських чемпіонатах
| Змагання                                                       | Збірна  | Вагова категорія                 | Місце  |
| -------------------------------------------------------------- | ------- | -------------------------------- | ------ |
| Центральноамериканський і Карибський чемпіонат з боротьби 2018 | Мексика | греко-римська боротьба, до 60 кг | Бронза |

### Виступи на Центральноамериканських і Карибських іграх
| Змагання                                                | Збірна  | Вагова категорія                 | Місце  |
| ------------------------------------------------------- | ------- | -------------------------------- | ------ |
| Центральноамериканські і Карибські ігри 2014 (Сан-Хуан) | Мексика | греко-римська боротьба, до 59 кг | Бронза |
| Центральноамериканські і Карибські ігри 2014 (Веракрус) | Мексика | греко-римська боротьба, до 59 кг | Бронза |

### Виступи на інших змаганнях
| Змагання                                                         | Збірна  | Вагова категорія                 | Місце  |
| ---------------------------------------------------------------- | ------- | -------------------------------- | ------ |
| Cerro Pelado International 2013                                  | Мексика | греко-римська боротьба, до 55 кг | Бронза |
| Гран-прі Німеччини з боротьби 2014                               | Мексика | греко-римська боротьба, до 59 кг | 21     |
| Гран-прі Іспанії з боротьби 2014                                 | Мексика | греко-римська боротьба, до 59 кг | 5      |
| Турнір «Олімпія» 2014                                            | Мексика | греко-римська боротьба, до 59 кг | Срібло |
| Турнір «Олімпія» 2014                                            | Мексика | вільна боротьба, до 57 кг        | Бронза |
| Турнір «Олімпія» 2015                                            | Мексика | греко-римська боротьба, до 59 кг | 5      |
| Trophee Milone 2015                                              | Мексика | греко-римська боротьба, до 59 кг | Золото |
| Олімпійський кваліфікаційний турнір з боротьби 2016 (Фріско)     | Мексика | греко-римська боротьба, до 59 кг | 9      |
| Олімпійський кваліфікаційний турнір з боротьби 2016 (Улан-Батор) | Мексика | греко-римська боротьба, до 59 кг | 14     |
| Олімпійський кваліфікаційний турнір з боротьби 2016 (Стамбул)    | Мексика | греко-римська боротьба, до 59 кг | 14     |

### Виступи на змаганнях молодших вікових груп
| Змагання                                                 | Збірна  | Вагова категорія                 | Місце  |
| -------------------------------------------------------- | ------- | -------------------------------- | ------ |
| Панамериканський чемпіонат з боротьби серед кадетів 2009 | Мексика | греко-римська боротьба, до 42 кг | Золото |
| Панамериканський чемпіонат з боротьби серед юніорів 2011 | Мексика | греко-римська боротьба, до 50 кг | Золото |
| Чемпіонат світу з боротьби серед юніорів 2011            | Мексика | греко-римська боротьба, до 50 кг | 7      |
| Панамериканський чемпіонат з боротьби серед юніорів 2012 | Мексика | греко-римська боротьба, до 50 кг | Золото |
| Чемпіонат світу з боротьби серед юніорів 2012            | Мексика | греко-римська боротьба, до 50 кг | Бронза |
| Чемпіонат світу з боротьби серед юніорів 2013            | Мексика | греко-римська боротьба, до 50 кг | 10     |